# Ernestine Charlotte von Nassau-Dillenburg-Schaumburg
Ernestine Charlotte von Nassau-Dillenburg-Schaumburg (* 1662; † 1732) war durch Heirat Fürstin von Nassau-Siegen.

## Leben
Ernestine Charlotte wurde als Tochter des Fürsten Adolf von Nassau-Schaumburg und dessen Gemahlin Elisabeth Charlotte von Holzappel, Tochter des Feldmarschalls Melander von Holzappel geboren. 
Am 6. Februar 1678 heiratete sie in Schaumburg den Fürsten Wilhelm Moritz von Nassau-Siegen.

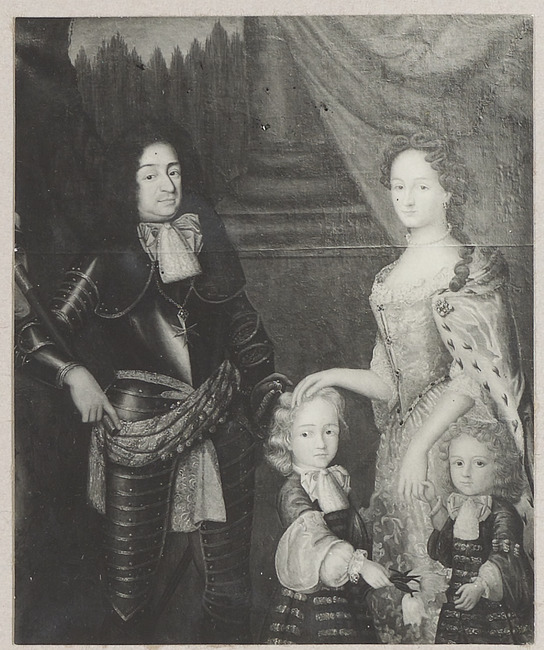
Ernestine Charlotte und Wilhelm Moritz mit ihren beiden Söhnen

Aus der Ehe gingen zwei Söhne hervor:
- Friedrich Wilhelm I. (1680–1722, ⚭ Elisabeth Prinzessin von Hessen-Homburg (1681–1707)).
- Karl Ludwig Heinrich wurde nur zwölf Jahre alt.[1]

Nachdem ihr Mann 1691 verstorben war, lebte Ernestine Charlotte fortan in Holland. 
Sie schloss mit Friedrich Philipp von Geuder gen. von Rabensteiner († 1727, Hofmeister im Fürstentum Anhalt-Bernburg) die Ehe.
Sie fand ihre letzte Ruhestätte neben ihrem Mann in der Siegener Fürstengruft.